# Yakushima (Kagoshima)
Yakushima (屋久島町 Yakushima-chō?) es un pueblo en la prefectura de Kagoshima, Japón, localizado en la islas Ōsumi (Yakushima y Kuchinoerabujima), en la región de Kyūshū. Tenía una población estimada de 11 810 habitantes el 1 de marzo de 2021 y una densidad de población de 22 personas por km².

## Demografía
Según los datos del censo japonés, la población de Yakushima ha disminuido en los últimos 60 años.
| Gráfica de evolución demográfica de Yakushima entre 1940 y 2015 |
|                                                                 |
| Oficina de Estadística de Japón                                 |

## Clima
Yakushima tiene un clima subtropical húmedo, con veranos cálidos y húmedos e inviernos suaves. Es uno de los lugares más lluviosos del mundo, con un mínimo de 250 mm cada mes y un máximo de 773 mm solo en junio. La precipitación anual oscila entre 4000 y 10 000 mm. Se dice en la isla que llueve «35 días al mes», aunque en realidad llueve la mitad de los días. Hay periodos secos en otoño e invierno, mientras que los aguaceros más intensos tiene lugar en primavera y verano, acompañados con frecuencia de deslizamientos de tierra. Es el lugar situado más al sur del Japón donde se producen precipitaciones de nieve, con más de 30 picos que superan los 1000 m de altura, mientras que la temperatura del océano en esa zona nunca baja los 19 °C
.
| Parámetros climáticos promedio de Yakushima (1991–2020) | Parámetros climáticos promedio de Yakushima (1991–2020) | Parámetros climáticos promedio de Yakushima (1991–2020) | Parámetros climáticos promedio de Yakushima (1991–2020) | Parámetros climáticos promedio de Yakushima (1991–2020) | Parámetros climáticos promedio de Yakushima (1991–2020) | Parámetros climáticos promedio de Yakushima (1991–2020) | Parámetros climáticos promedio de Yakushima (1991–2020) | Parámetros climáticos promedio de Yakushima (1991–2020) | Parámetros climáticos promedio de Yakushima (1991–2020) | Parámetros climáticos promedio de Yakushima (1991–2020) | Parámetros climáticos promedio de Yakushima (1991–2020) | Parámetros climáticos promedio de Yakushima (1991–2020) | Parámetros climáticos promedio de Yakushima (1991–2020) |
| Mes                                                     | Ene.                                                    | Feb.                                                    | Mar.                                                    | Abr.                                                    | May.                                                    | Jun.                                                    | Jul.                                                    | Ago.                                                    | Sep.                                                    | Oct.                                                    | Nov.                                                    | Dic.                                                    | Anual                                                   |
| ------------------------------------------------------- | ------------------------------------------------------- | ------------------------------------------------------- | ------------------------------------------------------- | ------------------------------------------------------- | ------------------------------------------------------- | ------------------------------------------------------- | ------------------------------------------------------- | ------------------------------------------------------- | ------------------------------------------------------- | ------------------------------------------------------- | ------------------------------------------------------- | ------------------------------------------------------- | ------------------------------------------------------- |
| Temp. máx. abs. (°C)                                    | 25.3                                                    | 26.1                                                    | 29.6                                                    | 29.8                                                    | 31.9                                                    | 34.8                                                    | 35.2                                                    | 35.4                                                    | 34.7                                                    | 31.3                                                    | 30.7                                                    | 26.6                                                    | 35.4                                                    |
| Temp. máx. media (°C)                                   | 14.7                                                    | 15.5                                                    | 18.0                                                    | 21.4                                                    | 24.5                                                    | 26.9                                                    | 30.5                                                    | 30.9                                                    | 28.9                                                    | 25.2                                                    | 21.2                                                    | 16.8                                                    | 22.9                                                    |
| Temp. media (°C)                                        | 11.8                                                    | 12.3                                                    | 14.6                                                    | 17.8                                                    | 21.0                                                    | 23.7                                                    | 27.0                                                    | 27.5                                                    | 25.7                                                    | 22.2                                                    | 18.2                                                    | 13.9                                                    | 19.6                                                    |
| Temp. mín. media (°C)                                   | 8.9                                                     | 9.2                                                     | 11.3                                                    | 14.2                                                    | 17.5                                                    | 21.0                                                    | 23.9                                                    | 24.6                                                    | 22.8                                                    | 19.4                                                    | 15.2                                                    | 11.0                                                    | 16.6                                                    |
| Temp. mín. abs. (°C)                                    | 1.0                                                     | 0.7                                                     | 1.5                                                     | 4.5                                                     | 10.1                                                    | 13.7                                                    | 18.3                                                    | 19.6                                                    | 15.2                                                    | 9.1                                                     | 5.6                                                     | 2.2                                                     | 0.7                                                     |
| Precipitación total (mm)                                | 294.6                                                   | 289.2                                                   | 387.0                                                   | 405.5                                                   | 444.1                                                   | 860.3                                                   | 362.4                                                   | 256.5                                                   | 450.7                                                   | 309.9                                                   | 309.6                                                   | 281.8                                                   | 4651.6                                                  |
| Días de lluvias (≥ 1 mm)                                | 15.5                                                    | 13.6                                                    | 15.2                                                    | 12.6                                                    | 12.6                                                    | 18.5                                                    | 11.5                                                    | 12.9                                                    | 14.0                                                    | 11.5                                                    | 11.7                                                    | 14.6                                                    | 164.2                                                   |
| Horas de sol                                            | 74.9                                                    | 83.2                                                    | 117.9                                                   | 146.2                                                   | 152.7                                                   | 100.0                                                   | 209.9                                                   | 201.3                                                   | 139.8                                                   | 115.9                                                   | 97.3                                                    | 78.8                                                    | 1517.9                                                  |
| Humedad relativa (%)                                    | 68                                                      | 68                                                      | 69                                                      | 71                                                      | 76                                                      | 85                                                      | 83                                                      | 82                                                      | 81                                                      | 74                                                      | 71                                                      | 69                                                      | 74.8                                                    |
| Fuente n.º 1: Agencia Meteorológica de Japón            |                                                         |                                                         |                                                         |                                                         |                                                         |                                                         |                                                         |                                                         |                                                         |                                                         |                                                         |                                                         |                                                         |
| Fuente n.º 2: Agencia Meteorológica de Japón            |                                                         |                                                         |                                                         |                                                         |                                                         |                                                         |                                                         |                                                         |                                                         |                                                         |                                                         |                                                         |                                                         |

## Transporte
El pueblo es servido por el aeropuerto de Yakushima, con vuelos diarios a Kagoshima, Fukuoka y Osaka. También hay hidroalas (7 u 8 veces al día desde Kagoshima, según la temporada) y transbordador (una o dos veces al día desde Kagoshima). Se puede acceder a Kuchinoerabujima en un transbordador municipal.